# 中華民國跆拳道協會
中華民國跆拳道協會，簡稱中華跆協，中華民國半官方的運動組織，隸屬中華民國體育運動總會，創設於1973年5月10日，宗旨在於推動跆拳道運動在台灣的發展。為世界跆拳道聯盟的成員之一。

## 組織
第10屆、第11屆理事長為許安進，2011年5月上任。
第12屆理事長為吳兩平，2018年6月3日上任，2019年7月遭監事趙安華具名指控浮報溢領公費等違反《國民體育法》之行為，2019年10月26日遭理事會罷免。吳兩平被罷免後，副理事長張火爐暫代理事長。

## 爭議
- 2019年8月22日，教育部體育署公布中華民國跆拳道協會爭議案之查核結果及處分，因跆協人事、財務都有問題，體育署砍1年補助[6][7]。

## 歷史
1966年，中華民國國防部部長蔣經國赴韓國訪問並視察大韓民國國軍訓練，得知在越南戰爭驍勇善戰的大韓民國陸軍白馬師以跆拳道訓練為基礎，強化軍人體能與提昇戰技能力，效果卓越。為了提高中華民國國軍戰力，1967年中華民國國防部引進跆拳道運動，在海軍左營基地展開訓練，並以「莒拳道」為名在中華民國海軍陸戰隊萌芽。1973年5月10日，中華民國跆拳道協會於臺北市自由之家舉辦成立大會，推選陸軍訓練作戰發展司令部司令袁國徵擔任第1屆理事長。

## 外部連結
- 中華民國跆拳道協會 （页面存档备份，存于）